# Allium ericetorum
Allium ericetorum là một loài thực vật có hoa trong họ Amaryllidaceae. Loài này được Thore mô tả khoa học đầu tiên năm 1803.

## Hình ảnh

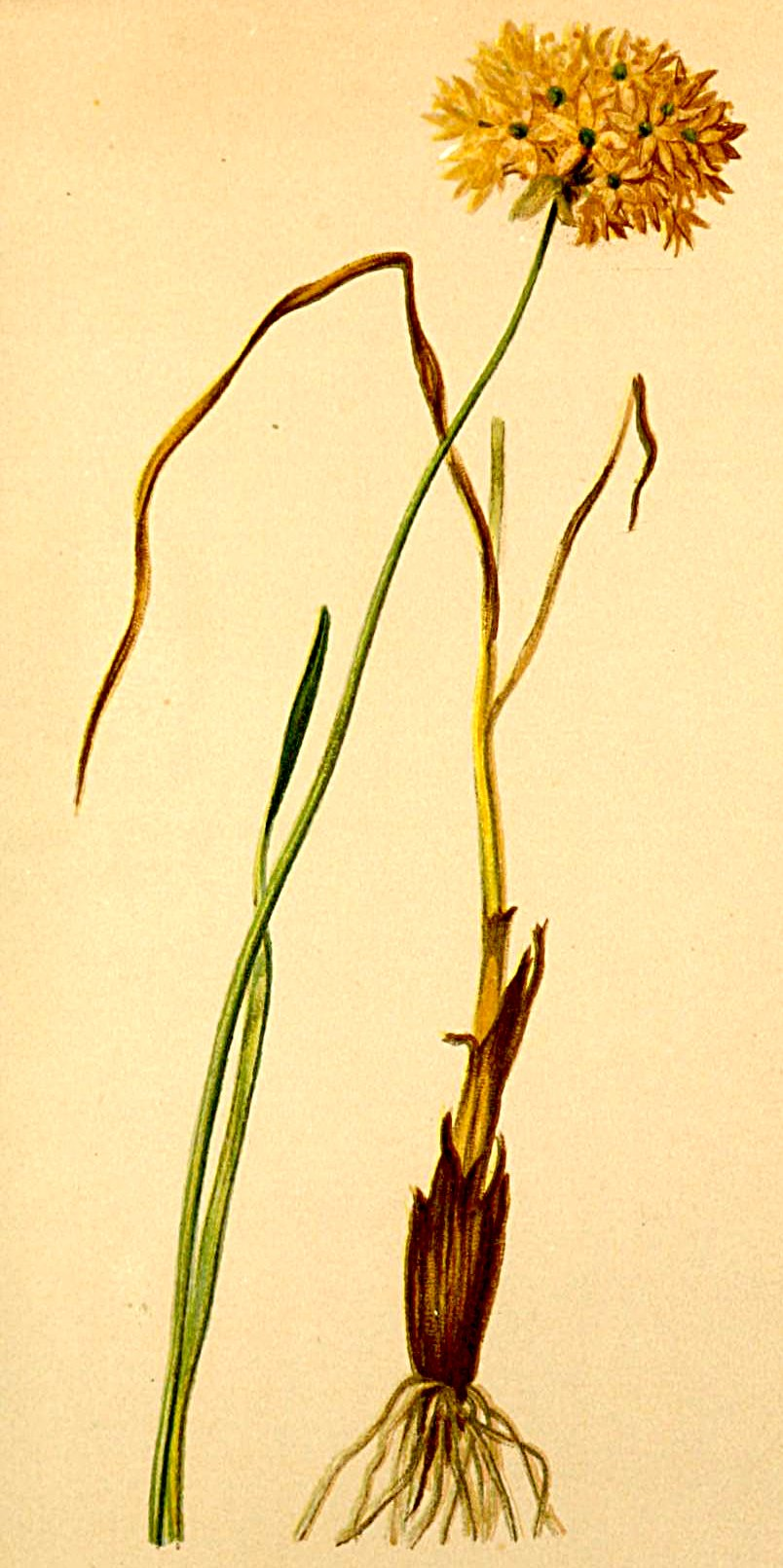
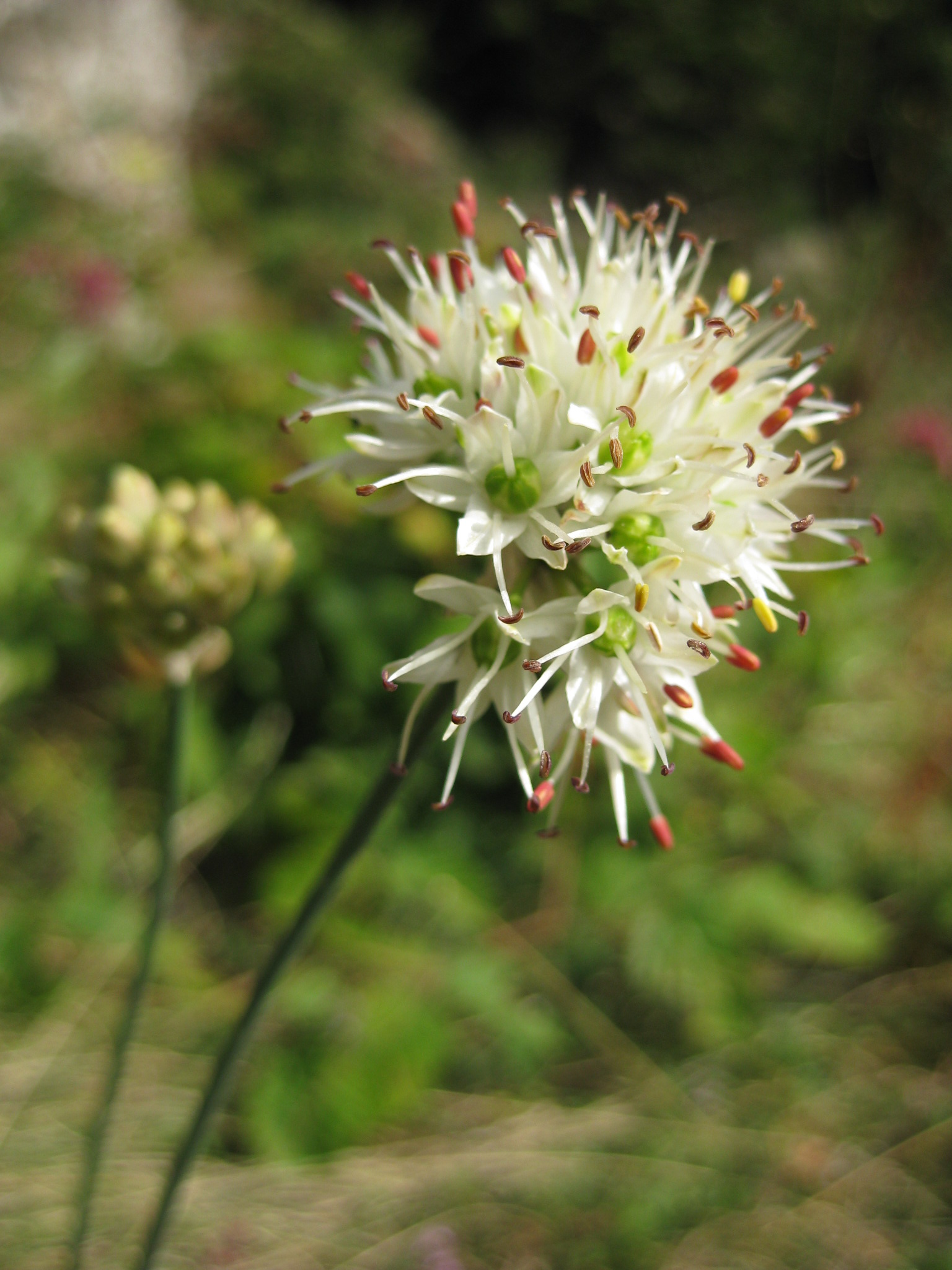
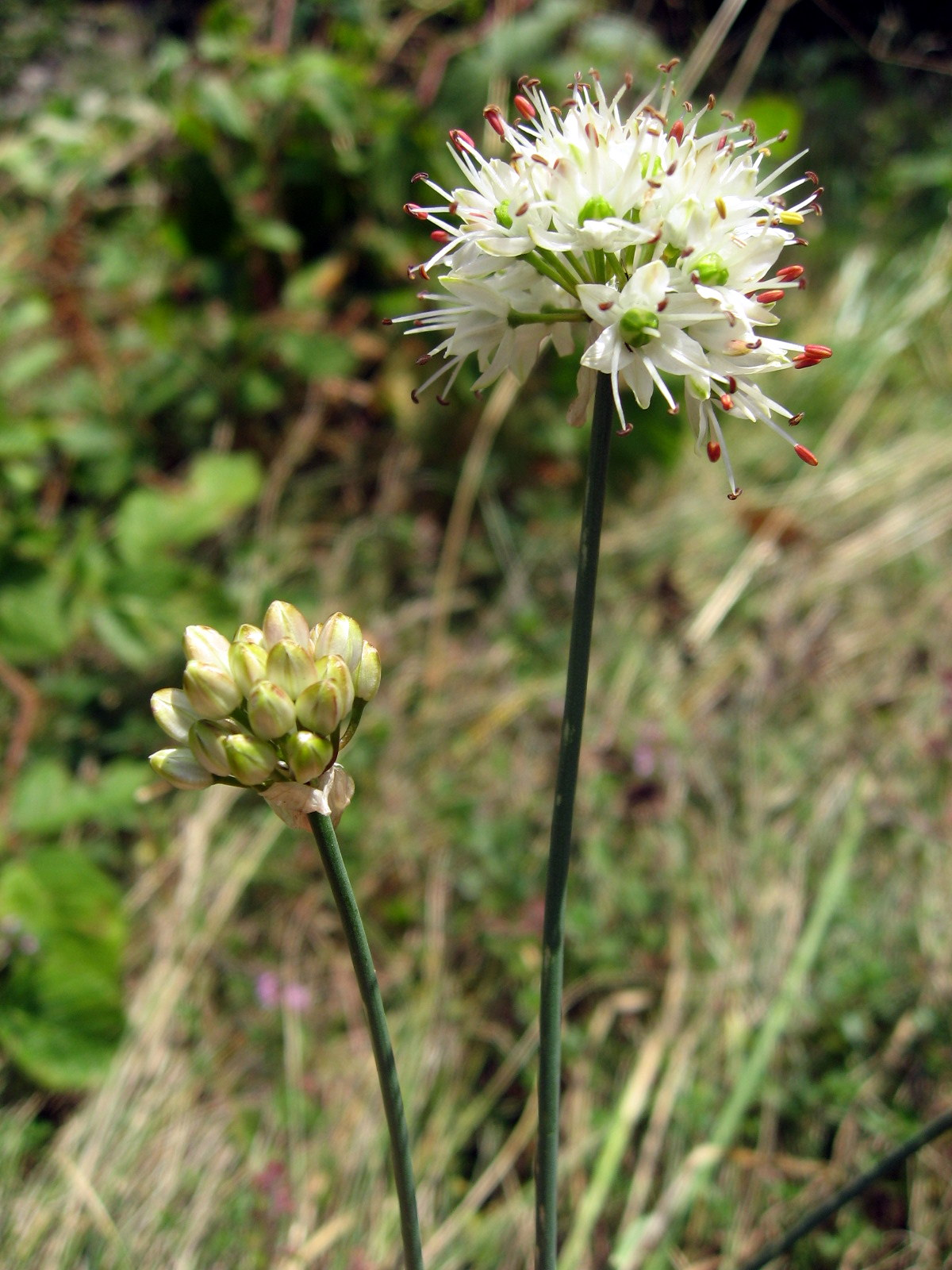
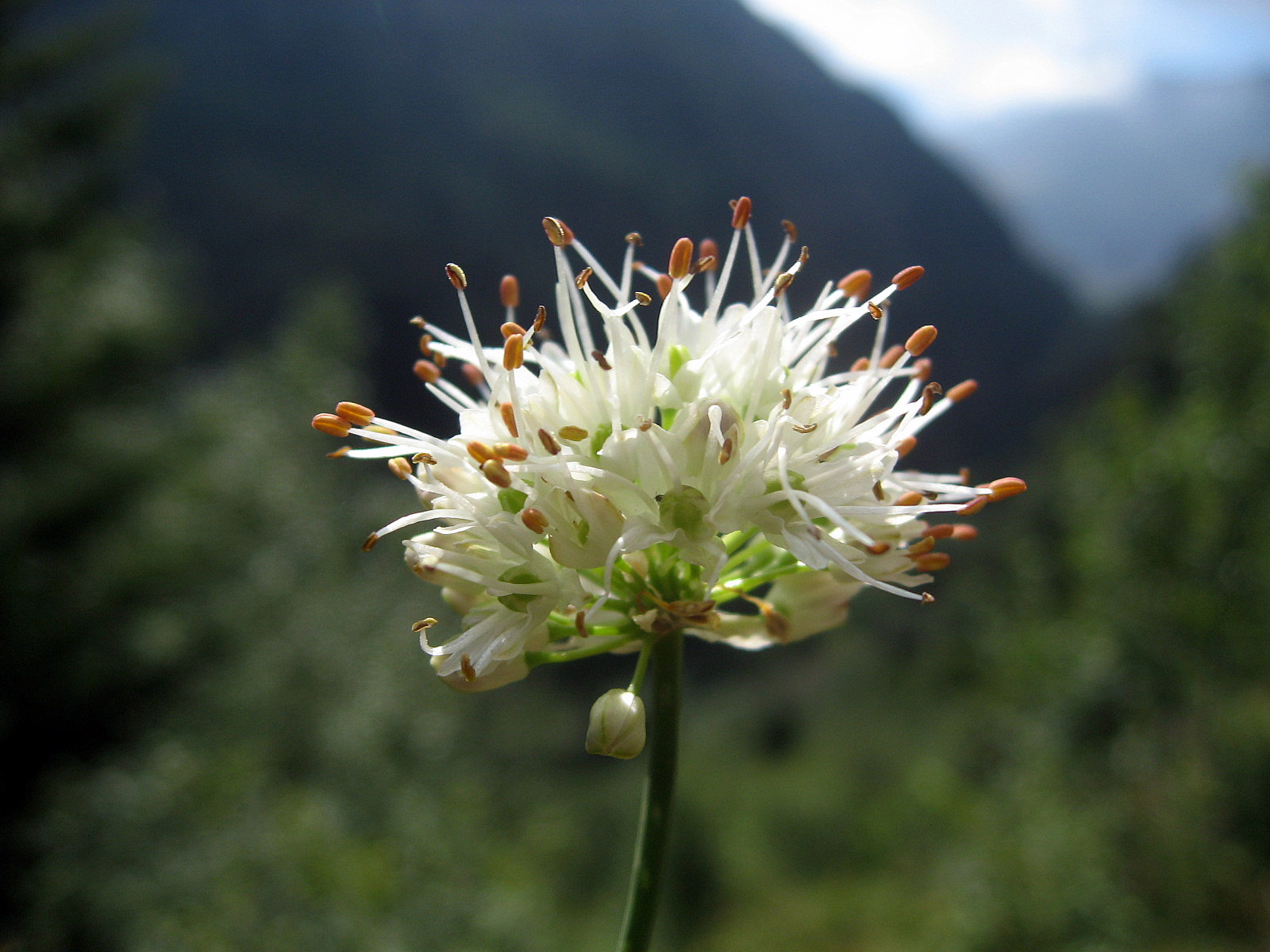